# Glycobacteria
 (juin 2012).
Si vous disposez d'ouvrages ou d'articles de référence ou si vous connaissez des sites web de qualité traitant du thème abordé ici, merci de compléter l'article en donnant les références utiles à sa vérifiabilité et en les liant à la section « Notes et références ».
Infra-règne
L'infra-règne des Glycobacteria est un infra-règne de procaryotes du règne des Bacteria,.

## Arbre phylogénétique de base des glycobactéries
Cet arbre simplifié permet de naviguer directement vers les sous-clades les plus importantes.
La classification phylogénétique détaillée du sous-clade considéré est stockée dans les articles indiqués.
- ▲
  - Glycobacteria
    - Fusobacteriales
    - Gemmatimonadales
    - 
      - Spirochaetes
        - Leptospiraceae
        - Serpulinaceae
        - Spirochaetaceae

      - Sphingobacteria
        - Chlorobiales
        - Flavobacteriia

      - Exoflagellata
        - Planctobacteria
        - Proteobacteria

    - 
      - Cyanobacteria
        - Gloeobacteriales
        - Phycobacteria

      - Posibacteria
        - Endobacteria
        - Actinobacteria
          - Acidimicrobiales
          - Coriobacteriales
          - Rubrobacterales
          - Actinobacteridae
            - Bifidobacteriales
            - Actinomycetales
              - Arabobacteria
                - Actinoplanales (ou Micromonosporaceae)
                - Mycobacteriales
                - Neomura
                  - Archaea (ou Archaebacteria)
                  - Eukaryota (ou Eukarya)

## Position dans l'arbre phylogénétique du vivant
- ? (LUCA)
  - Eobacteria (ou Eubacteria)
    - Hadobacteria
    - Chlorobacteria
      - Glycobacteria